# Andreaea microvaginata
Andreaea microvaginata är en bladmossart som beskrevs av C. Müller 1898. Andreaea microvaginata ingår i släktet sotmossor, och familjen Andreaeaceae. Inga underarter finns listade i Catalogue of Life.